# 真田彩子
真田 彩子（さなだ あやこ、旧姓: 古河〈ふるかわ〉、1972年8月13日 - ）は、将棋の女流棋士。福島県いわき市出身。佐瀬勇次名誉九段門下。女流棋士番号12（2011年3月31日までは27）。2020年引退。東京理科大学卒。

## 人物
- 夫は棋士の真田圭一。女流棋士としては結婚後も古河姓を名乗っていたが、2013年3月15日付から真田姓で活動[1]。
- 女流棋士会の分裂[注 1]に際しては、早い時期から日本将棋連盟への残留を表明し、ブログなどで独立の動きを批判していた。分裂後の2007年5月から2008年5月まで、姉弟子である谷川治恵会長の下、日本将棋連盟女流棋士会の理事を務めた[注 2]。
- 2018年4月1日より2019年3月31日まで休場[2]。その後、一身上の都合により、2020年3月末をもって現役を引退[3]。

## 棋風
- 振り飛車も居飛車も指す。特に四間飛車と矢倉が多い。
- 四間飛車を指すときの囲いとしては、美濃囲いも穴熊囲いも採用する。

## 昇段履歴
- 1991年03月01日 - 女流2級
- 1992年04月01日 - 女流1級（年間指し分け以上・18局以上／1991年度15勝13敗、女流通算15勝13敗）[4]
- 1997年05月29日 - 女流初段（勝数規定／女流1級昇級後50勝）[5][6]
- 2003年04月09日 - 女流二段（勝敗規定）
- 2020年03月31日 - 現役引退（一身上の都合により）[3]
- 2021年04月01日 - 女流三段（引退女流棋士昇段規定）

## 主な成績
- 通算成績　424局 194勝230敗 勝率 .458